# Liesbeth Spies
Jantje Wilhelmina Elisabeth Spies, detta Liesbeth (Alphen aan den Rijn, 6 aprile 1966), è una politica olandese, appartenente al Appello Cristiano Democratico (CDA) e ministro dell'interno nel Governo Rutte I dal 16 dicembre 2011 al 5 novembre 2012. Fu inoltre membro della Camera dei rappresentanti dei Paesi Bassi dal 23 maggio 2002 al 17 giugno 2010 e Presidente del consiglio di amministrazione del CDA dal 1º novembre 2010 al 2 aprile 2011. Dall'8 luglio 2014 al dicembre dello stesso anno ricoprì la carica di sindaco ad interim di Stichtse Vecht.